# Farra d’Isonzo
Farra d’Isonzo (friuli nyelven: Fare, szlovénül: Fara ob Soči) település Olaszországban, Friuli-Venezia Giulia régióban, Gorizia megyében. Lakosainak száma 1678 fő (2023. január 1.). Farra d’Isonzo Gorizia, Mariano del Friuli, Mossa, San Lorenzo Isontino, Savogna d'Isonzo, Gradisca d'Isonzo, Moraro és Sagrado községekkel határos.

## Népesség
A település lakossága az elmúlt években az alábbi módon változott:
| Lakosok száma | 1726 | 1717 | 1678 |
|               | 2017 | 2018 | 2023 |